# Hollókő
Hollókő is een plaats (község) en gemeente in het Hongaarse comitaat Nógrád. Hollókő telt 470 inwoners (2001).
Sinds 1987 staat Hollókő en haar omgeving op de UNESCO werelderfgoedlijst. Het was daarmee samen met Boedapest de eerste Hongaarse vermelding op de lijst. De plaatsing op de lijst is gemotiveerd door de goed bewaard gebleven dorpsbebouwing uit de 17e en 18e eeuw in combinatie met de traditionele dorpscultuur van de Palóc-bevolking.

## Dorpsbeeld
Het dorp bestaat uit het oude en het nieuwe dorpsdeel. In het oude dorpsdeel is het werelderfgoed te vinden.
De belangrijkste straat van het dorp ligt in een vallei, aan weerszijden staan de witte dorpshuizen en op een driesprong het charmante dorpskerkje. Boven aan de heuvel staat de burcht die een mooi overzicht biedt over het omliggende landschap.

### Bezienswaardigheden
- Beschermde dorpsdeel; de Lajos Kossuth en Sándor Petőfi straat, 55 huizen
- Dorpsmuseum
- Postmuseum
- Het streekhuis
- Poppenmuseum
- Wevershuis
- Houtsnijwerktentoonstelling Ferenc Kelemen
- Rooms-katholieke kerk
- Hollókő burcht

## Tradities
Met Pasen staat het dorp op tweede paasdag in het teken van de "locsolás". Dit is een gebruik dat in heel Hongarije wordt gevierd maar in dit dorp op de traditionele wijze. De jonge meisjes van het dorp worden in klederdracht achternagezeten door de jongens die ze proberen nat te gooien met emmers water uit de dorpsput. Het is een oud vruchtbaarheidsritueel.

## Naam
Hollókő betekent letterlijk: Ravensteen.

## Galerij

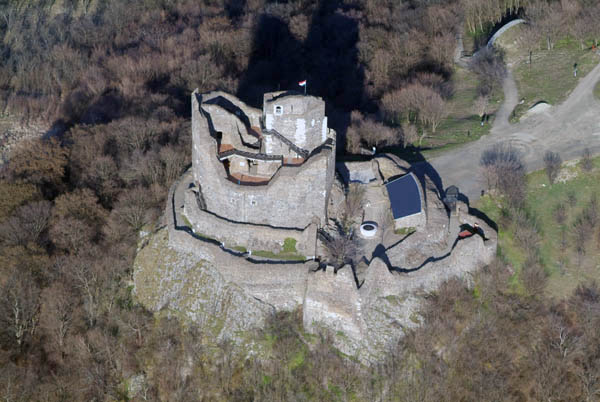
Hollokö luchtfoto burcht
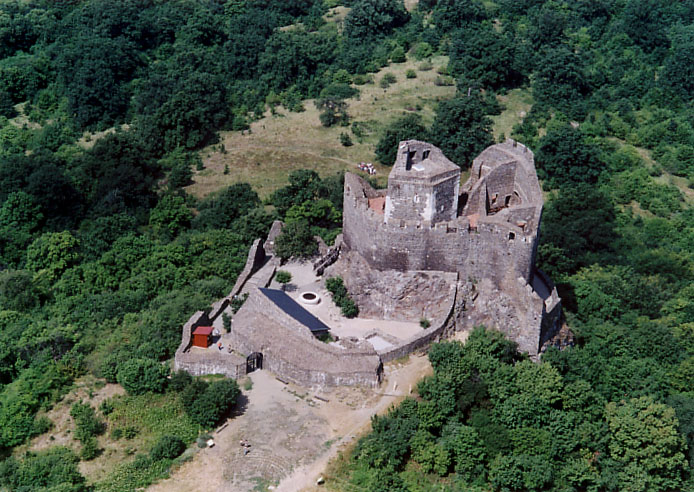
Hollokö burcht

- Gemeinsame Normdatei: 4288239-4
- Library of Congress Control Number: n84211078
- Nationale Bibliotheek van Israël: 987007559790805171
- Virtual International Authority File: 155994054